# Fiorentina Women's Football Club 2017-2018
Questa voce raccoglie le informazioni riguardanti la Società Sportiva Dilettantistica Fiorentina Women's Football Club nelle competizioni ufficiali della stagione 2017-2018.

## Stagione
la Fiorentina prende il via della stagione 2017-2018 da campione in carica in campionato e in Coppa Italia, e quindi disputerà la finale di Supercoppa italiana. Da vincitrice del campionato, prende parte alla Champions League, partendo dai sedicesimi di finale.

## Organigramma societario
Area tecnica.
- Allenatore: Sauro Fattori
- Allenatore: Antonio Cincotta
- Preparatore dei portieri: Nicola Melani
- Preparatore atletico: Fabio Borducci
- Responsabile scientifico: Cristina Scaletti
- Fisioterapista: Nadia Bagnoli
- Team Manager: Tamara Gomboli

## Rosa
Rosa, numerazione e ruoli, tratti dal sito ufficiale della società, sono aggiornati al 6 dicembre 2017.
| N. |                        | Ruolo | Calciatrice              |
| -- | ---------------------- | ----- | ------------------------ |
| 2  | Italia (bandiera)      | P     | Francesca Durante        |
| 3  | Italia (bandiera)      | D     | Alia Guagni              |
| 4  | Francia (bandiera)     | D     | Océane Daniel            |
| 5  | Italia (bandiera)      | D     | Elena Linari             |
| 6  | Islanda (bandiera)     | C     | Sigrún Ella Einarsdóttir |
| 7  | Italia (bandiera)      | C     | Greta Adami              |
| 8  | Italia (bandiera)      | C     | Alice Parisi             |
| 9  | Italia (bandiera)      | A     | Ilaria Mauro             |
| 10 | Italia (bandiera)      | A     | Tatiana Bonetti          |
| 11 | Italia (bandiera)      | C     | Valery Vigilucci         |
| 13 | Italia (bandiera)      | D     | Elisa Bartoli            |
| 14 | Inghilterra (bandiera) | A     | Ellie Brazil             |
| 15 | Svezia (bandiera)      | A     | Antonia Göransson        |

| N. |                     | Ruolo | Calciatrice        |
| -- | ------------------- | ----- | ------------------ |
| 16 | Norvegia (bandiera) | C     | Ingrid Schjelderup |
| 18 | Italia (bandiera)   | A     | Danila Zazzera     |
| 19 | Italia (bandiera)   | A     | Patrizia Caccamo   |
| 20 | Norvegia (bandiera) | C     | Ingrid Marie Spord |
| 21 | Italia (bandiera)   | C     | Marta Carissimi    |
| 23 | Italia (bandiera)   | P     | Noemi Fedele       |
| 27 | Francia (bandiera)  | C     | Précillia Rinaldi  |
| 55 | Italia (bandiera)   | D     | Alice Tortelli     |
| 87 | Svezia (bandiera)   | P     | Stéphanie Öhrström |
| 88 | Albania (bandiera)  | C     | Greis Domi         |
|    | Italia (bandiera)   | C     | Azzurra Corazzi    |
|    | Italia (bandiera)   | C     | Marta Morreale     |

## Calciomercato

### Sessione estiva
| Acquisti | Acquisti                 | Acquisti            | Acquisti      |
| R.       | Nome                     | da                  | Modalità      |
| -------- | ------------------------ | ------------------- | ------------- |
| D        | Océane Daniel            | Rodez               | [ 7 ]         |
| C        | Sigrún Ella Einarsdóttir | Stjarnan            | [ 8 ]         |
| C        | Précillia Rinaldi        | Paris Saint-Germain | [ 9 ]         |
| A        | Antonia Göransson        | Kolbotn             | [ 10 ]        |
| A        | Costanza Razzolini       | San Zaccaria        | fine prestito |
| A        | Ellie Brazil             | Birmingham City     | [ 7 ]         |

| Cessioni | Cessioni                  | Cessioni       | Cessioni    |
| R.       | Nome                      | a              | Modalità    |
| -------- | ------------------------- | -------------- | ----------- |
| D        | Eleonora Binazzi          | Arezzo         | definitivo  |
| D        | Martina Fusini            | Empoli         | definitivo  |
| C        | Giulia Ferrandi           | Florentia S.G. | definitivo' |
| C        | Giulia Orlandi            | Empoli         | prestito    |
| A        | Costanza Razzolini        | Arezzo         | prestito    |
| A        | Deborah Salvatori Rinaldi | Espanyol       | definitivo  |

### Sessione invernale
| Acquisti | Acquisti           | Acquisti          | Acquisti |
| R.       | Nome               | da                | Modalità |
| -------- | ------------------ | ----------------- | -------- |
| C        | Ingrid Schjelderup | Eskilstuna United | [ 17 ]   |
| C        | Ingrid Marie Spord | LSK Kvinner       | [ 18 ]   |

| Cessioni | Cessioni           | Cessioni       | Cessioni     |
| R.       | Nome               | a              | Modalità     |
| -------- | ------------------ | -------------- | ------------ |
| C        | Greis Domi         | Sassari Torres | in prestito' |
| C        | Ingrid Schjelderup | Vålerenga      | [ 20 ]       |
| C        | Ingrid Marie Spord |                | svincolata   |
| A        | Antonia Göransson  |                | svincolata   |

## Risultati

### Serie A

#### Girone di andata
| Arbitro: | Stefano Peletti (Crema) |

|                     |           |               |
| Kongoulī 27’ (rig.) | Marcatori | 90+5’ Zazzera |

| Arbitro: | Daljit Singh (Macerata) |

|                      |           |          |
| Caccamo 8’ Mauro 51’ | Marcatori | 87’ Soro |

| Arbitro: | Leonardo Funari (Roma) |

|                       |           |                                             |
| Tardini 12’ Botti 84’ | Marcatori | 16’ Linari 49’ Caccamo 59’ Mauro 82’ Brazil |

| Arbitro: | Stefania Menicucci (Lanciano) |

|                  |           |                                                     |
| Bonetti 43’, 65’ | Marcatori | 8’ (rig.), 68’ Girelli 31’ Bergamaschi 84’ Sabatino |

| Arbitro: | Davide Giacometti (Gubbio) |

|                    |           |                     |
| Bonetti 85’ (rig.) | Marcatori | 32’ (rig.) Clelland |

| Ravenna 18 novembre 2017, ore 14:30 CET 6ª giornata | San Zaccaria            | 0 – 0 referto | Fiorentina | Centro Sp. "Massimo Soprani" (ca. 100 spett.)\| Arbitro: \| Andrè Scialla (Vicenza) \| |
| Arbitro:                                            | Andrè Scialla (Vicenza) |               |            |                                                                                        |

| Arbitro: | Kevin Bonacina (Bergamo) |

|                                       |           |  |
| Caccamo 12’, 37’ Brazil 29’ Mauro 81’ | Marcatori |  |

| Arbitro: | Stefania Menicucci (Lanciano) |

|                  |           |  |
| Rosucci 19’, 80’ | Marcatori |  |

| Scandicci 16 dicembre 2017, ore 14:30 CET 9ª giornata | Fiorentina              | 0 – 0 referto | Mozzanica | Stadio comunale (ca. 50 spett.)\| Arbitro: \| Fabrizio Pacella (Roma) \| |
| Arbitro:                                              | Fabrizio Pacella (Roma) |               |           |                                                                          |

| Arbitro: | Daljit Singh (Macerata) |

|  |           |                                               |
|  | Marcatori | 9’, 45+1’ Bonetti 35’ (rig.) Linari 72’ Spord |

| Arbitro: | Alessio Ferranti (Perugia) |

|            |           |  |
| Linari 85’ | Marcatori |  |

#### Girone di ritorno
| Arbitro: | Agostino De Santis (Campobasso) |

|            |           |                  |
| Guagni 36’ | Marcatori | 49’, 66’ Kostova |

| Arbitro: | Cristiano Ursini (Pescara) |

|  |           |                                             |
|  | Marcatori | 50’ (aut.) Quazzico 55’ Bartoli 66’ Caccamo |

| Arbitro: | Domenico Mirabella (Napoli) |

|                               |           |  |
| Bonetti 25’ Linari 85’ (rig.) | Marcatori |  |

| Arbitro: | Martina Molinaro (Lamezia Terme) |

|              |           |  |
| Giacinti 78’ | Marcatori |  |

| Arbitro: | Ernesto Pinchetti (Sesto San Giovanni) |

|                                  |           |  |
| Tuttino 24’ Frizza 51’ Eržen 54’ | Marcatori |  |

| Arbitro: | Silvio Torreggiani (Civitavecchia) |

|                                                |           |  |
| Linari 19’ (rig.) Mauro 26’, 36’ Bonetti 90+2’ | Marcatori |  |

| Arbitro: | Mirko Matera (Bergamo) |

|                    |           |                                                               |
| De. Mascanzoni 90’ | Marcatori | 12’, 55’ Caccamo 32’ Mauro 40’ Bonetti 50’ Parisi 71’ Rinaldi |

| Arbitro: | Agostino De Santis (Campobasso) |

|                             |           |             |
| Mauro 72’ Salvai 90’ (aut.) | Marcatori | 79’ Franssi |

| Arbitro: | Alessandro Negrelli (Finale Emilia) |

|  |           |             |
|  | Marcatori | 50’ Zazzera |

| Arbitro: | Simone Trevisan (Mestre) |

|                                                           |           |  |
| Linari 22’ (rig.) Mauro 29’ Parisi 58’ Bonetti 76’, 90+1’ | Marcatori |  |

| Arbitro: | Anna Scapolo (Padova) |

|            |           |                                  |
| Prugna 67’ | Marcatori | 21’ Mauro 59’ Bonetti 75’ Parisi |

#### Spareggio UEFA Women's Champions League
| Arbitro: | Gianluca Delnotaro (Verbano Cusio Ossola) |

|                              |           |  |
| Linari 20’, 90+3’ Guagni 65’ | Marcatori |  |

### Coppa Italia

#### Terzo turno
| Arbitro: | Marco Marchioni (Rieti) |

|                                       |           |                                                        |
| Bargi 28’, 71’ Carissimi 90+4’ (aut.) | Marcatori | 45+1’ Caccamo 76’ Bonetti 79’ (rig.) Linari 86’ Guagni |

#### Quarti di finale
| Arbitro: | Stefania Menicucci (Lanciano) |

|                                                                   |           |  |
| Bonetti 10’, 60’, 63’ Caccamo 20’ Parisi 46’ Mauro 66’ Guagni 89’ | Marcatori |  |

#### Semifinale
| Arbitro: | Giuseppe Catanzaro (Catanzaro) |

|                      |           |                                 |
| Marrone 90+2’ (rig.) | Marcatori | 17’ Mauro 29’ Parisi 83’ Guagni |

#### Finale
| Arbitro: | Stefania Menicucci (Lanciano) |

|                                   |           |             |
| Mauro 11’ Bonetti 26’ Caccamo 44’ | Marcatori | 72’ Girelli |

### Supercoppa italiana
| Arbitro: | Silvia Gasperotti (Rovereto) |

|          |           |                                        |
| Mauro 4’ | Marcatori | 32’ Sabatino 50’, 66’, 77’ Bergamaschi |

### UEFA Champions League

#### Sedicesimi di finale
| Arbitro: | Sofia Karagiorgi |

|                         |           |           |
| Vigilucci 39’ Mauro 60’ | Marcatori | 73’ Bruun |

| Hjørring 11 ottobre 2017, ore 20:00 CEST | Fortuna Hjørring  | 0 – 0 referto | Fiorentina | Hjørring Stadion\| Arbitro: \| Bibiana Steinhaus \| |
| Arbitro:                                 | Bibiana Steinhaus |               |            |                                                     |

#### Ottavi di finale
| Arbitro: | Sara Persson |

|  |           |                                            |
|  | Marcatori | 49’, 60’ Gunnarsdóttir 54’ Harder 73’ Popp |

| Arbitro: | Kateryna Monzul' |

|                                     |           |                                 |
| Wullaert 30’, 32’ Gunnarsdóttir 71’ | Marcatori | 2’ Mauro 60’ Rinaldi 81’ Brazil |

## Statistiche

### Statistiche di squadra
| Competizione        | Punti | In casa | In casa | In casa | In casa | In casa | In casa | In trasferta | In trasferta | In trasferta | In trasferta | In trasferta | In trasferta | Totale | Totale | Totale | Totale | Totale | Totale | DR  |
| Competizione        | Punti | G       | V       | N       | P       | Gf      | Gs      | G            | V            | N            | P            | Gf           | Gs           | G      | V      | N      | P      | Gf     | Gs     | DR  |
| ------------------- | ----- | ------- | ------- | ------- | ------- | ------- | ------- | ------------ | ------------ | ------------ | ------------ | ------------ | ------------ | ------ | ------ | ------ | ------ | ------ | ------ | --- |
| Serie A             | 43    | 11      | 7       | 2       | 2       | 24      | 9       | 11           | 6            | 2            | 3            | 22           | 11           | 22     | 13     | 4      | 5      | 46     | 20     | +26 |
| Serie A - spareggio | -     | -       | -       | -       | -       | -       | -       | -            | -            | -            | -            | -            | -            | 1      | 1      | 0      | 0      | 3      | 0      | +3  |
| Coppa Italia        | -     | 1       | 1       | 0       | 0       | 7       | 0       | 2            | 2            | 0            | 0            | 7            | 4            | 4      | 4      | 0      | 0      | 17     | 5      | +12 |
| Supercoppa italiana | -     | -       | -       | -       | -       | -       | -       | -            | -            | -            | -            | -            | -            | 1      | 0      | 0      | 1      | 1      | 4      | -3  |
| Champions League    | -     | 2       | 1       | 0       | 1       | 2       | 5       | 2            | 0            | 2            | 0            | 3            | 3            | 4      | 1      | 2      | 1      | 5      | 8      | -3  |
| Totale              | -     | 15      | 10      | 2       | 3       | 36      | 15      | 14           | 7            | 4            | 3            | 29           | 17           | 32     | 19     | 6      | 7      | 72     | 37     | +35 |

### Andamento in campionato
| Giornata  | 1 | 2 | 3 | 4 | 5 | 6 | 7 | 8 | 9 | 10 | 11 | 12 | 13 | 14 | 15 | 16 | 17 | 18 | 19 | 20 | 21 | 22 |
| --------- | - | - | - | - | - | - | - | - | - | -- | -- | -- | -- | -- | -- | -- | -- | -- | -- | -- | -- | -- |
| Luogo     | T | C | T | C | C | T | C | T | C | T  | C  | C  | T  | C  | T  | T  | C  | T  | C  | T  | C  | T  |
| Risultato | N | V | V | P | N | N | V | P | N | V  | V  | P  | V  | V  | P  | P  | V  | V  | V  | V  | V  | V  |
| Posizione | 5 | 4 | 3 | 4 | 5 | 5 | 4 | 5 | 4 | 4  | 4  | 4  | 4  | 4  | 5  | 5  | 5  | 5  | 5  | 4  | 4  | 4  |

Legenda:

Luogo: C = Casa; T = Trasferta. Risultato: V = Vittoria; N = Pareggio; P = Sconfitta.

### Statistiche delle giocatrici
| Giocatore         | Serie A  | Serie A | Serie A     | Serie A    | Coppa Italia | Coppa Italia | Coppa Italia | Coppa Italia | Supercoppa italiana | Supercoppa italiana | Supercoppa italiana | Supercoppa italiana | Champions League | Champions League | Champions League | Champions League | Totale   | Totale | Totale      | Totale     |
| Giocatore         | Presenze | Reti    | Ammonizioni | Espulsioni | Presenze     | Reti         | Ammonizioni  | Espulsioni   | Presenze            | Reti                | Ammonizioni         | Espulsioni          | Presenze         | Reti             | Ammonizioni      | Espulsioni       | Presenze | Reti   | Ammonizioni | Espulsioni |
| ----------------- | -------- | ------- | ----------- | ---------- | ------------ | ------------ | ------------ | ------------ | ------------------- | ------------------- | ------------------- | ------------------- | ---------------- | ---------------- | ---------------- | ---------------- | -------- | ------ | ----------- | ---------- |
| G. Adami          | 21+1     | 0       | 1           | 0          | 4            | 0            | 0            | 0            | 1                   | 0                   | 0                   | 0                   | 4                | 0                | 0                | 0                | 31       | 0      | 1           | 0          |
| E. Bartoli        | 20+1     | 1       | 0           | 0          | 4            | 0            | 0            | 0            | 1                   | 0                   | 0                   | 0                   | 4                | 0                | 1                | 0                | 30       | 1      | 1           | 0          |
| T. Bonetti        | 20+1     | 11      | 1           | 0          | 4            | 5            | 0            | 0            | 1                   | 0                   | 0                   | 0                   | 3                | 0                | 0                | 0                | 29       | 16     | 1           | 0          |
| E. Brazil         | 16+1     | 2       | 0           | 0          | 2            | 0            | 0            | 0            | 1                   | 0                   | 0                   | 0                   | 2                | 1                | 0                | 0                | 22       | 3      | 0           | 0          |
| P. Caccamo        | 20       | 7       | 1           | 0          | 4            | 3            | 1            | 0            | 1                   | 0                   | 0                   | 0                   | 4                | 0                | 1                | 0                | 29       | 10     | 3           | 0          |
| M. Carissimi      | 18+1     | 0       | 1           | 0          | 3            | 0            | 0            | 0            | 1                   | 0                   | 0                   | 0                   | 4                | 0                | 0                | 0                | 27       | 0      | 1           | 0          |
| A. Corazzi        | 2+1      | 0       | 0           | 0          | 1            | 0            | 0            | 0            | -                   | -                   | -                   | -                   | -                | -                | -                | -                | 4        | 0      | 0           | 0          |
| O. Daniel         | 15       | 0       | 0           | 0          | 2            | 0            | 0            | 0            | 0                   | 0                   | 0                   | 0                   | 2                | 0                | 0                | 0                | 19       | 0      | 0           | 0          |
| G. Domi           | 1        | 0       | 0           | 0          | -            | -            | -            | -            | 0                   | 0                   | 0                   | 0                   | 1                | 0                | 0                | 0                | 2        | 0      | 0           | 0          |
| F. Durante        | 4        | -4      | 0           | 0          | 0            | 0            | 0            | 0            | 0                   | 0                   | 0                   | 0                   | 1                | -3               | 0                | 0                | 5        | -7     | 0           | 0          |
| S.E. Einarsdóttir | 13       | 0       | 0           | 0          | 1            | 0            | 0            | 0            | 1                   | 0                   | 0                   | 0                   | 2                | 0                | 0                | 0                | 17       | 0      | 0           | 0          |
| N. Fedele         | 3        | 0       | 0           | 0          | 0            | 0            | 0            | 0            | -                   | -                   | -                   | -                   | 0                | 0                | 0                | 0                | 3        | 0      | 0           | 0          |
| A. Göransson      | 1        | 0       | 0           | 0          | -            | -            | -            | -            | -                   | -                   | -                   | -                   | -                | -                | -                | -                | 1        | 0      | 0           | 0          |
| A. Guagni         | 17+1     | 1+1     | 1           | 0          | 4            | 3            | 0            | 0            | 1                   | 0                   | 0                   | 0                   | 4                | 0                | 0                | 0                | 27       | 5      | 1           | 0          |
| E. Linari         | 21+1     | 6+2     | 0           | 0          | 4            | 1            | 0            | 0            | 1                   | 0                   | 0                   | 0                   | 4                | 0                | 1                | 0                | 31       | 9      | 1           | 0          |
| I. Mauro          | 21+1     | 9       | 1           | 0          | 4            | 3            | 0            | 0            | 1                   | 1                   | 0                   | 0                   | 4                | 2                | 0                | 0                | 31       | 15     | 1           | 0          |
| M. Morreale       | 1        | 0       | 0           | 0          | -            | -            | -            | -            | -                   | -                   | -                   | -                   | -                | -                | -                | -                | 1        | 0      | 0           | 0          |
| S. Öhrström       | 16+1     | -16     | 0           | 0          | 4            | -4           | 0            | 0            | 1                   | -4                  | 0                   | 0                   | 3                | -6               | 0                | 0                | 25       | -30    | 0           | 0          |
| A. Parisi         | 6+1      | 3       | 0           | 0          | 4            | 2            | 0            | 0            | -                   | -                   | -                   | -                   | -                | -                | -                | -                | 11       | 5      | 0           | 0          |
| P. Rinaldi        | 16       | 1       | 1           | 0          | 2            | 0            | 0            | 0            | 0                   | 0                   | 0                   | 0                   | 1                | 1                | 0                | 0                | 19       | 2      | 1           | 0          |
| I. Schjelderup    | 2        | 0       | 0           | 0          | -            | -            | -            | -            | -                   | -                   | -                   | -                   | -                | -                | -                | -                | 2        | 0      | 0           | 0          |
| I. Spord          | 6        | 1       | 0           | 0          | -            | -            | -            | -            | -                   | -                   | -                   | -                   | -                | -                | -                | -                | 6        | 1      | 0           | 0          |
| A. Tortelli       | 18+1     | 0       | 3           | 0          | 4            | 0            | 0            | 0            | 1                   | 0                   | 0                   | 0                   | 4                | 0                | 0                | 0                | 28       | 0      | 3           | 0          |
| V. Vigilucci      | 9+1      | 0       | 0           | 0          | 2            | 0            | 0            | 0            | 1                   | 0                   | 0                   | 0                   | 4                | 1                | 0                | 0                | 17       | 1      | 0           | 0          |
| D. Zazzera        | 10       | 2       | 1           | 0          | 1            | 0            | 0            | 0            | 1                   | 0                   | 0                   | 0                   | 1                | 0                | 0                | 0                | 13       | 2      | 1           | 0          |